# Hirstionyssus
Hirstionyssus es un género de ácaros perteneciente a la familia Hirstionyssidae.

## Especies
Hirstionyssus Fonseca, 1948
- Hirstionyssus alvarezi Bassols-Batalla, Quintero-Martinez, Moreno-Moreno & Vessi-Lobato, 1991
- Hirstionyssus anisochaetus Liu & Ma, 2003
- Hirstionyssus ansaiensis Huang, 1990
- Hirstionyssus arcuatus (C.L.Koch, 1839)
- Hirstionyssus carnifex (C.L. Koch, 1839)
- Hirstionyssus chungwalii Mo, 1979
- Hirstionyssus citelli Huang, 1990
- Hirstionyssus cuonai Wang & Pan, in Wang, Pan & Yan 1994
- Hirstionyssus davydovae Nikolsky, 1984
- Hirstionyssus gansuensis Mal & Piao, 1987
- Hirstionyssus giganteus Zemskaya & Lange, 1979
- Hirstionyssus huangheensis Mal & Piao, 1987
- Hirstionyssus improvisus Koyumdzheva, 1978
- Hirstionyssus indochinensis Bregetova & Grohovskaja, 1961
- Hirstionyssus kutscheruki Zemskaya & Lange, 1979
- Hirstionyssus laterispinatus Mal & Piao, 1987
- Hirstionyssus martinezi Ramirez, Bassols & Santillan, 1980
- Hirstionyssus meridianus Zemskaja, 1955
- Hirstionyssus montanus Huang, 1990
- Hirstionyssus ningxiaensis Gu, Bai & Ding, 1988
- Hirstionyssus nitedulae Koyumdzheva, 1978
- Hirstionyssus pauli Willmann, 1952
- Hirstionyssus phodopi Bai & Gu, 1989
- Hirstionyssus posterospinus Wang & Yan, in Wang, Pan & Yan 1994
- Hirstionyssus pratentis Gu & Yang, 1986
- Hirstionyssus punctatus Gu & Yang, 1986
- Hirstionyssus qinghaiensis Gu & Yang, 1986
- Hirstionyssus sciurinus (Hirst, 1921)
- Hirstionyssus staffordi Strandtmann & Hunt, 1951
- Hirstionyssus xinghaiensis Mal & Piao, 1987
- Hirstionyssus zaisanica Senotrusova, 1987